# Holochlora mindanao
Holochlora mindanao är en insektsart som beskrevs av Morgan Hebard 1922. Holochlora mindanao ingår i släktet Holochlora och familjen vårtbitare. Inga underarter finns listade i Catalogue of Life.